# Academia de Letras de Vila Velha
A Academia de Letras de Vila Velha é a entidade literária máxima de Vila Velha, município do estado brasileiro do Espírito Santo, e congrega os representantes das Letras nesta cidade.

## Histórico
Era originalmente denominada Academia de Letras Humberto de Campos até que, em 2014, mudou seu nome para o atual, permanecendo o escritor Humberto de Campos que homenageava como o patrono da entidade.
Teve por matriz o "Centro Acadêmico Humberto de Campos", criado por um grupo de jovens da cidade; em 7 de março de 1948 foi transformado em "Centro Cultural Humberto de Campos" e, na década seguinte, a entidade foi nomeada como "Academia de Letras" e manteve o mesmo nome do patrono, após assembleia realizada a 2 de agosto de 1959, o que permaneceu até 2014.

## Principais membros
- Antônio Pinto Rodrigues, intelectual e um dos fundadores da Academia de Letras Humberto de Campos, nascida do Centro Cultural Humberto de Campos.
- José Anchieta de Setúbal
- Valsema Rodrigues da Costa
- Clério José Borges de Sant'anna
- Dijairo Gonçalves Lima